# A Costa dos Murmúrios
A Costa dos Murmúrios é um romance de Lídia Jorge. Foi publicado em 1988, pelas Publicações Dom Quixote. A acção passa-se na África Portuguesa, no princípio dos anos 70, durante a guerra colonial.
O livro foi adaptado  ao cinema, com o título homónimo, por Margarida Cardoso, num filme com Beatriz Batarda, Filipe Duarte, Mónica Calle, Adriano Luz e Luís Sarmento.

## Importância da obra
Considera-se que A Costa dos murmúrios é uma conseguida reflexão sobre a guerra colonial em Moçambique. Para escrever este romance, a escritora baseou-se em alguns factos verídicos, pesquisando no Museu Militar de Lisboa para escrever sobre determinados eventos.

Lídia Jorge concede a voz a Eva Lopo, uma mulher portuguesa, situada num posicionamento de contestação que desautoriza a visão dos combatentes portugueses, desconstruindo a ideia de que a guerra era um assunto exclusivo da mundividência masculina.